# François-Pierre Révalard
François-Pierre Révalard (Paris, 19 septembre 1767 - vers 1816) est un acteur et auteur dramatique français.

## Biographie
Fils d'un perruquier, il exerce lui-même cette profession avant de devenir acteur de boulevard au Théâtre de la Porte Saint-Martin et au Théâtre de l'Ambigu-Comique. Par son physique, il joue alors essentiellement les rôles de brigands et de traîtres. Bien que non lecteur d'après Manne (voir bibliographie), apprenant ses rôles grâce à sa femme, il est pourtant crédité comme auteur ou  co-auteur de plusieurs pièces
Devenu directeur d'une troupe jouant en province, son lieu et sa date de décès n'ont pas été identifiés.

## Œuvres
- Saül et David, mélodrame, 1803
- Les Ermites blancs ou l'Île de Caprée, tableaux pantomimes en deux actions, avec Franconi Jeune en 1811.